# Kék leguán
A kék leguán (tudományos nevén: Cyclura lewisi, angolul Grand Cayman Iguana) a hüllők (Reptilia) osztályának pikkelyes hüllők (Squamata) rendjébe, ezen belül a gyíkok (Sauria vagy Lacertilia) alrendjébe, a leguánalakúak (Iguania) alrendágába és a leguánfélék (Iguanidae) családjába tartozó faj.
A kék leguán a Cyclura nemnek a Kajmán-szigetek Nagy Kajmán-szigetén endemikus, kihalófélben lévő faja. Korábban a kubai sziklaleguán (Cyclura nubila) egyik alfajának tartották, ám 2004-ben a négy évvel azelőtt felismert genetikai különbségek miatt külön fajjá nyilvánították. A kék leguán az egyik leghosszabb ideig élő gyíkféle, a feljegyzések szerint akár 67 évig is elélhet.
Nagy, erőteljes testű állat. Gerincén – nyaka tövétől a farka végéig – rövid, tüskeszerű taraj fut végig. A barnástól a szürkéig változó bőre kékes árnyalatú, ez — különösen a hímeknél — főleg a párzási időszakban szembetűnő. Növényevő — táplálékai növényi részek, gyümölcsök és virágok. Kedvelt élőhelyei a száraz erdőkben vagy tengerpart közelében fekvő sziklás, napsütötte, nyílt területek, ahol a nőstények június-júliusban a homokba ásott gödrökbe rakják tojásaikat. Egyes esetekben szeptemberben elhelyeznek egy második fészekaljat is.
A maradványokból a kutatók arra következtettek, hogy az európaiak megjelenése előtt sok kék leguán élhetett a szigeten. 2003-ra azonban 15-nél kevesebb egyed maradt életben a vadonban — akkor úgy számították, hogy ez a vad populáció a 21. század első évtizedének végére kihal. A faj pusztulását elsősorban az elvadult háziállatok (kutyák, macskák) okozzák, de szerepet játszik benne természetes élőhelyeinek pusztulása is, mivel a gyümölcsösök helyére legelőket telepítettek. 2004 óta 219 fogságban felnevelt egyedet telepítettek vissza a Kajmán-szigetek egyik természetvédelmi területére, amit a Gerald Durrell Durrell Wildlife Conservation Trust alapítványa által vezetett csoport működtet. Céljuk a faj megmentése. A Kajmán-szigeteken a kormánnyal karöltve legalább öt nonprofit szervezet működik a kék leguán megmentése érdekében.

## Rendszertana
A kék leguán (Cyclura lewisi) a Kajmán-szigetek endemikus faja. Rendszertani nemének neve a görög cyclos (κύκλος), – jelentése körkörös – és az ourá (οὐρά) – farok – szavakból származik, mely a Cyclura nem vastag gyűrűkkel díszített farkára utal.
Tudományos nevének másik felét, a faj nevét első leírójának, Bernard C. Lewis nevének latinosított változata alapján kapta. Legközelebbi rokonai a kubai sziklaleguán (Cyclura nubila) és a Cyclura cychlura; a három faj mintegy hárommillió évvel ezelőtt vált szét közös ősétől. A faj genetikai változatossága alacsony, ennek ellenére úgy tűnik, hogy az életképesség hiánya, mely más, hasonló leguánfajokat érint, ezt a fajt nem sújtja. Az egyik elmélet szerint a faj a kubai sziklaleguán (C. nubila nubila) egyetlen nőstény egyedétől származik, mely – megtermékenyített tojásokkal a testében – talán egy tengeri vihar során sodródott a Kajmán-szigetekre. A faj különbözik a Kis-Kajmán és Cayman Brac szigeteken élő Cyclura nubila caymanensis alfajtól, bár képes ezzel az alfajjal párosodni, és termékeny utódokat létrehozni.
1938-ban Bernard C. Lewis, az Institute of Jamaica kutatója részt vett az Oxfordi Egyetem által a Kajmán-szigetekre szervezett biológiai expedíción. Az expedícióról Lewis két kék leguánnal tért vissza, egy hímmel és egy nősténnyel, melyek később a British Museum természetrajzi gyűjteményébe kerültek. 1940-ben megjelent monográfiájában Chapman Grant először írta le a kék leguánt, Cyclura macleayi lewisi néven. 1977-ben Schwartz és Carey a (Cyclura nubila lewisi) trinomiális nevet adta a fajnak. Álláspontjuk az volt, hogy a kék leguán a kubai orrszarvú leguán (C. nubila) jól meghatározott alfaja, ebből a fajból fejlődött ki és ezzel képes termékeny utódokat létrehozni is. Rámutattak a faj élénkkék színezetére, és azt is megjegyezték, hogy további vizsgálatok kimutathatják, hogy ez mégis egy önálló faj. Éveken át tartó kutatásokat követően, melyek során összevetették a – főként a Kis-Kajmán és a Cayman Brac szigeteken, Kubában és a Bahamákon élő – karibi leguánok fején található pikkelyek számát, dr. Catherine Malone mitokondriális DNS-vizsgálatokat végzett a különböző fajok földrajzi eredetének összehasonlítása céljából, Frederick Burton 2004-ben a kék leguánt önálló fajként sorolta be.

## Megjelenése
A kék leguán a Nagy-Kajmán-sziget legnagyobb őshonos állatfaja. Teljes hossza orrától a farka végéig 1,5 méter, testsúlya elérheti a 14–15 kilogrammot is. Testének hossza 51–76 centiméter, farka ugyanilyen hosszúságú. A kék leguán ujjai különösen jól ízeltek, így hatékonyan képes ásni vagy fára mászni. A hím testmérete egyharmadával nagyobb a nőstényénél. A kifejlett hím színe a sötétszürkétől a türkizkékig változik, míg a nőstény színe inkább az olajzöld és a halványkék közé esik. A fészekből való első kibújáskor az újszülötteken egy bonyolult, nyolc sötét, ék alakú csíkból álló mintázat látható, nyakuk hátuljától egészen a medencéjükig. Mire az állat eléri egyéves korát, ezek a minták elhalványulnak, színük először foltos, szürke és krém színűre, majd kifejlett korukra kékesre változik.
A kifejlett kék leguán általában sötétszürke, ami jó rejtőszínt biztosít számára a hasonló színű sziklákon. Az állat más leguánok jelenlétében színét kékre változtatja, ezzel jelzi a terület feletti birtoklási szándékát. A kék színezet a faj hímjei esetében sokkal szembetűnőbb. Fekete színű lába erősen elüt a test világosabb színétől. A hímeknek feltűnő lágyéki pórusaik vannak, melyeken át feromonokat bocsátanak ki. A fajra csekély mértékű nemi dimorfizmus jellemző: a nőstények pórusai kisebb méretűek, háttarajuk kevésbé kiemelkedő.

### Szeme és látása
A kék leguán szemének szivárványhártyája (írisze) arany színű, melyet vörös ínhártya (sclera) vesz körül. Látása kitűnő, formákat és mozgásokat már nagy távolságból képes észlelni. Mivel szemében a gyenge fényben való látásért felelős fotoreceptorok, a pálcikák közül csak kevés számú található, gyenge fényviszonyok esetén látása nem jó. Ugyanakkor szemében úgynevezett „dupla csapok” találhatók, melyekkel színlátása rendkívül éles, és képes az ultraibolya hullámhosszakat is észlelni. Ez a képesség különösen hasznos sütkérezés közben, mivel az állat érzékelheti, hogy a D-vitamin termelése szempontjából fontos, megfelelő mennyiségű UVA és UVB sugárzás éri-e.
A kék leguán feje búbján egy fehér színű fényérzékelő szerv, az úgynevezett fejtetői szem (harmadik szem, pineal eye vagy pineal gland) fejlődött ki. Ez a „szem” nem úgy lát, mint a másik kettő, mivel csak kezdetleges retinája és szemlencséje van, emiatt nem alakulnak ki benne képek, ugyanakkor érzékeny a fény és árnyék változására, és képes a mozgás észlelésére is.

## Előfordulása, élőhelye

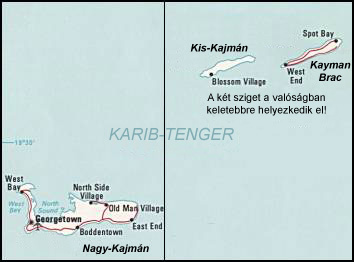
A kék leguán a Nagy-Kajmán-szigeten él, a Kubától délre eső Kajmán-szigetek legnagyobbikán.

A kék leguán kizárólag a Nagy-Kajmán-szigeten fordul elő. A régióban élő más Cyclura fajokkal való összehasonlítás határozottan azt mutatja, hogy valaha élt egy tengerparti populáció is, amely az emberi települések és az utak építése következtében fokozatosan visszaszorult, illetve teljesen kihalt. A kék leguán ma már csak a sziget belsejében fordul elő, természetes xerofita bozótosokban, mezőgazdaságilag művelt területeket, utakat, kerteket szegélyző növényzetben, valamint zárt lombtakarójú száraz erdőkben, bozótosokban. A sziget belsejében élő populációt vélhetően a mezőgazdaságilag megművelt területek által kínált sütkérező helyek, azok növényzete, hullott gyümölcse, fészekrakásra alkalmas talaja is csalogatja, ugyanakkor ennek következtében a kék leguán kapcsolatba kerül az emberrel és az elvadult háziállatokkal is. A nőstények fészekrakás céljából gyakran a tengerparti területeket is felkeresik.
A Nagy-Kajmán-szigeti Queen Elizabeth II botanikus kertbe visszatelepített kék leguánokra 2004-ben rádiós követő rendszert helyeztek, az egyes egyedek által elfoglalt terület meghatározása céljából. A vizsgálatok megállapítása szerint a nőstények átlagosan 2400, a hímek pedig 5700 m²-es, egymást átfedő területeken élnek, mely alapján a populáció sűrűsége hektáronként négy–öt egyedre tehető. Az egyedek három hónapos koruktól kezdve már agresszíven védik territóriumukat.
A kék leguán sziklás üregekbe, faodvakba húzódik vissza, a kifejlett egyedek elsősorban a talajszinten élnek. A fiatal állatok hajlamosabbak a fákra is felmászni. A tojásokból frissen kikelt egyedekre az őshonos Alsophis cantherigerus kígyófaj jelent veszélyt. A felnőtt állatoknak nincs természetes ellensége, ám gyakran esnek elvadult kutyák áldozatául. Az ivarérettséget általában 3–4 éves korukban érik el.

## Táplálkozás és hosszú élet
A többi Cyclura fajhoz hasonlóan a kék leguán is elsősorban növényevő, táplálékát 45 növényfaj levelei, virágai és gyümölcsei alkotják. Ezt az étrendet nagyon ritkán rovarlárvák, rákok, csigák, elpusztult madarak és gombák egészítik ki. A leguánoknak speciális ozmoregulációs problémákkal kell szembenézniük: az egységnyi mennyiségű növényi táplálék kevés tápanyagot, viszont több káliumot tartalmaz, ugyanakkor a megfelelő anyagcseréhez a leguánnak sok növényi táplálékot kell elfogyasztania. Mivel nem képesek testnedveiknél nagyobb koncentrációjú vizelet kiválasztására, a nitrogéntartalmú salakanyagot, például a húgysavat, a madarakhoz hasonlóan, egy sómirigy segítségével választják ki. Ezért az orruk oldalsó részén egy orrmirigy fejlődött ki, mely a vese kiválasztó funkcióját helyettesíti, a felesleges kálium és nátrium ezen át távozik szervezetükből.
A vadon élő állatok élettartamáról nincsenek feljegyzések, a feltételezések szerint azonban évtizedekig élhetnek. Egy „Godzilla” nevű kék leguán, melyet Ira Thompson természettudós 1950-ben ejtett fogságba a Nagy-Kajmán-szigeten, 1985-ben került az Egyesült Államokba, majd később, 1990-ben Tom Crutchfield hüllőkereskedőhöz és hüllőtenyésztőhöz. Crutchfield 1997-ben a Texas állambeli Brownsville Gladys Porter Zoo állatkertjének ajándékozta az állatot, ahol az egészen haláláig, 2004-ig élt. Thompson becslései szerint fogságba esésekor Godzilla 15 éves volt, így becsült 69 évével (melyből 54-et fogságban töltött) Godzilla lehet a világ legtovább élő, gyíkfélékhez tartozó faj példánya, melyről feljegyzések is tanúskodnak. A kék leguánnal közeli rokonságban élő Cyclura nubila caymanensis egyik példánya a feljegyzések szerint 33 évig élt fogságban.

## Szaporodás
A párzás május és június folyamán következik be. A párosodást a hím többszöri fejbólintgatása előzi meg, aki ezután a nőstényt megkerüli, majd hátulról megragadja annak nyakszirtjét. Ezt követően a hím megpróbálja leszorítani a nőstényt, hogy farkát a nőstényé alá helyezhesse, felkészülve a behatolásra. A párzás általában 30–90 másodpercig tart, a megfigyelések szerint egy pár ritkán párzik napi egy-két alkalomnál gyakrabban. A nőstény, méretétől és életkorától függően, június-július folyamán 1–21 tojást rak a földből kiásott, napsütötte gödrökbe. A végleges fészek elkészítése előtt a nőstény több próbafészek építésébe kezd bele. Ezek az üregek 0,4–1,5 méteres nagyságúak lehetnek, az üreg felső részén egy nagyobb kamrával, melyben a nőstény meg tud fordulni. A kutatók által vizsgált fészkekben a hőmérséklet a teljes 65–90 napos inkubációs időszak alatt állandó, 32 °C-os maradt. A kék leguán tojásai a gyíkfélék által rakott tojások közül a legnagyobbak közé tartoznak.

## Természetvédelem

### Veszélyeztetettségi státusza

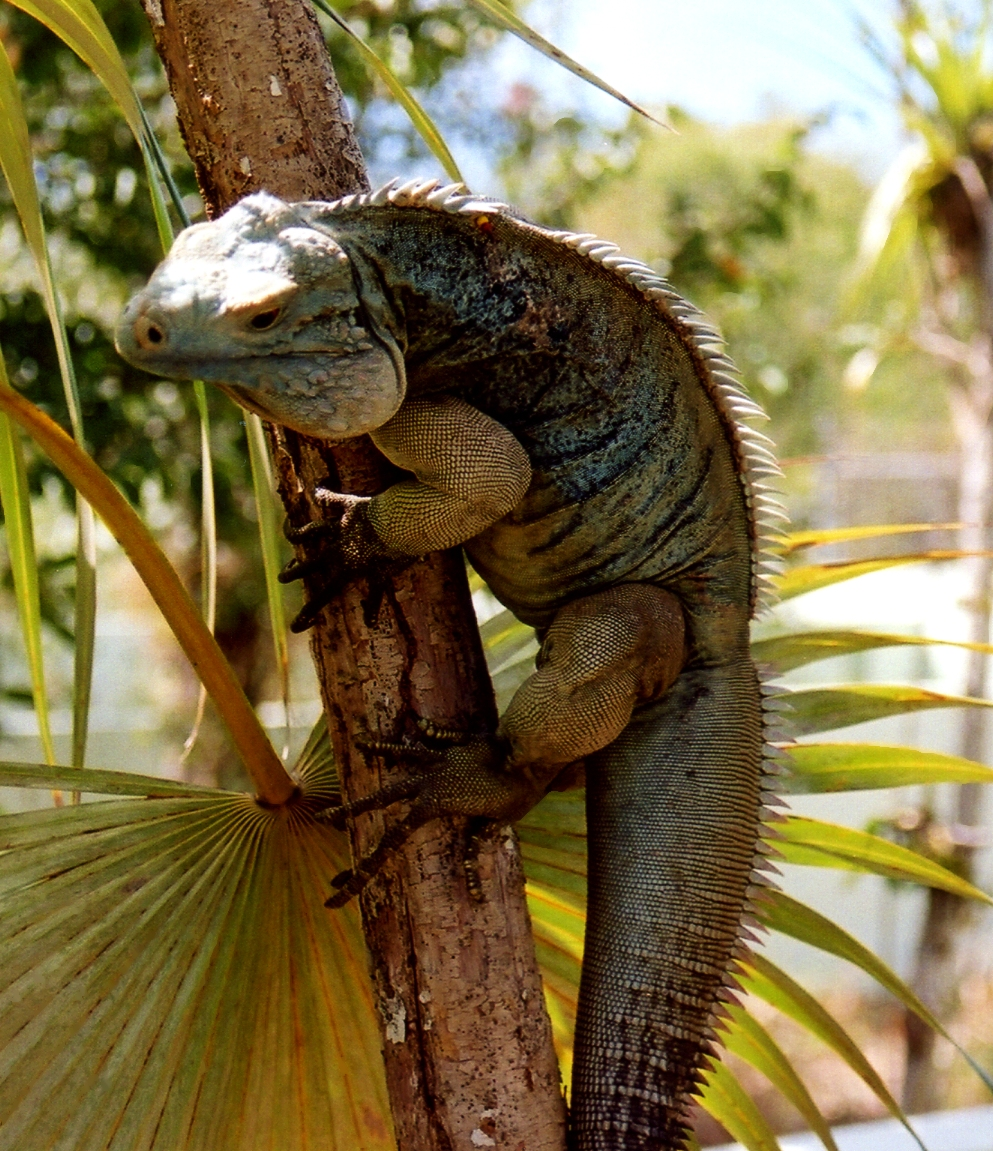
Kék leguán a Nagy-Kajmán-szigeten

A kék leguánt a Természetvédelmi Világszövetség Vörös Listája a kihalófélben lévő fajok közé sorolja. A populáció a Nagy-Kajmán-sziget belső területének keleti részére korlátozódik, ahol állományának száma kritikusan alacsony értékre csökkent, az 1988-as felmérés előtt csak három egyedet figyeltek meg. A kék leguán elterjedési területe az elmúlt 25 év során jelentősen lecsökkent, számos területen, melyet egykor benépesített ma semmilyen nyoma nincs. A 2003-as felmérések a teljes populáció létszámát 5–15 egyedre tették, és 2005-re a vad populációt gyakorlatilag kihaltnak tekintették. A faj a Föld egyik legveszélyeztetettebb állatfaja. További csapást jelentett a sorvadó állomány létszámára a 2008 májusában, az egyik természetvédelmi területen megtalált hat leölt állat.
Mivel a kék leguánnak számos különféle növény képezi táplálékát, és a levelekkel valamint szárakkal szemben jobban kedveli a virágokat és a gyümölcsöket, nagyon értékes szolgálatot tesz a Nagy-Kajmán-szigeten a magvak szétszórásával. Egy Dr. Allison Alberts által folytatott 2000-es tanulmány rávilágított, hogy a Cyclurák emésztőrendszerén átjutott magvak sokkal hamarabb csíráznak, mint azok, amelyeket az állat nem fogyasztott el. Ezek a kék leguán által elfogyasztott magvak előnnyel indulnak, mivel már a nagyon rövid esős évszak előtt csírázni kezdenek. A kék leguán fontos szerepet játszik a magvak nagy területen történő szétszórásában is, és mint a Nagy-Kajmán-sziget legnagyobb testű növényevője, alapvető fontosságú a klíma és a túléléshez szükséges növényzet kényes egyensúlyának fenntartásában.
A Queen Elizabeth II botanikus kertbe és a Salina rezervátumba betelepített alpopulációk száma a 2005. decemberi helyzetjelentés idején elérte a 125 egyedet. A betelepített alpopuláció a Queen Elizabeth II botanikus kertben már 2001 óta szaporodik, és úgy vélik, hogy a Salina rezervátumbeli alpopulácó is szaporodásnak indult, miután 2006-ban egy három kikelt tojást tartalmazó fészket fedeztek fel. 2007 áprilisában, egy újabb nagyszabású felmérés szerint, már 299 kék leguán élt vadon, és további több százat nevelnek fogságban a Nagy-Kajmán-szigeten.

### A hanyatlás okai
A fajra nézve a legnagyobb, közvetlen fenyegetést élőhelyének pusztulása jelenti. Mezőgazdasági célokra, útépítésre, ingatlanfejlesztési valamint spekulációs céllal a megmaradó élőhelyek növényzetét is pusztítják. A hagyományos termőföldek legelővé alakítása szintén a kék leguán másodlagos élőhelyének csökkenésével jár.
A tojásból frissen kikelt egyedekre a patkányok jelentenek veszélyt, a fiatalokra az elvadult macskák vadásznak, míg a kifejlett egyedeket kóbor kutyák pusztítják, mindez súlyos terhet jelent a megmaradó vadon élő populációra nézve. A gépjárművek, motorkerékpárok szintén hozzájárulnak az elhulláshoz, hiszen a leguánok ritkán élik túl az ütközést. A vadászat viszonylag csekély aggodalomra ad okot, bár a jogi védelem és a közvélemény tudatos nevelése ellenére a leguánokat időnként csapdával is megfogják.
A Hondurasról betelepített zöld leguán (Iguana iguana) inváziós fajként jól megvetette a lábát a Nagy-Kajmán-szigeten. Ez a faj számbelileg jócskán felülmúlja az endemikus kék leguánt. A faj betelepítésének nem ismert közvetlen negatív hatása a kék leguánra nézve, ám a zöld leguán puszta jelenléte megzavarja az emberek gondolkodásmódját és megértését, így aztán amikor a sziget lakói azt hallják, hogy a kék leguán ritka és veszélyeztetett, majd később nagy számban pillantják meg a betelepített zöld leguánt, nem értik a különbséget.
Korábban a kék leguánt rendszeresen árulták a turistáknak házikedvencként, mivel ritka mivoltuk csábító volt az egzotikus állatokat gyűjtők számára, annak ellenére, hogy kereskedelmüket a Washingtoni egyezmény tiltja. 1999-ben a Természetvédelmi Világalap (WWF) nemzetközi természetvédelmi igazgatója, Stuart Chapman kijelentette:
2008-ban hat elpusztult kék leguánt találtak a Queen Elizabeth II botanikus kertben. A leguánokat nyilvánvalóan vandál emberek ölték meg késsel, az elpusztult állatok között két terhes nőstény is volt, melyek hamarosan lerakták volna tojásaikat.
Korábban a kék leguánoknak szinte a teljes szigetre kiterjedő, vadon élő populációja egy csaknem életképtelen, darabokra hullott maradványra zsugorodott. 2001-re a kikelt fiatal egyedek egyike sem érte meg az ivarérett kort, ami gyakorlatilag a populáció kihalását jelentette, vadon mindössze öt egyed maradt.

### A faj megmentése érdekében tett erőfeszítések
1990-ben az American Zoo and Aquarium Association (AZA) nonprofit szervezet a Cyclura nem természetvédelmét kiemelt fontosságú feladatának nyilvánította. Első projektjük egy in situ tenyészprogram volt, melynek keretében fogságban tartott kék leguánok szaporításába kezdtek, a Cyclura-fajok közül ez a faj volt a leginkább veszélyeztetett.
Az egyik legelső nehézség, amellyel szembetalálták magukat az volt, hogy az 1990-es évek elején fogságban tartott törzsállományt nem találták genetikailag tisztának. DNS-vizsgálatokkal kimutatták, hogy a fogságban tartott állományban számos olyan egyed is volt, melyek a C. nubila caymanensis-szel keveredett hibridek voltak. A programban csak fajtiszta egyedek vehettek részt, ezért ezeket a hibrid állatokat sterilizálták. A programnak az is feladata volt, hogy meghatározza a megmaradt kék leguánok korlátozott génállományának genealógiáját; a DNS-vizsgálatok azt igazolták, hogy a fogságban tartott teljes észak-amerikai állomány egyetlen pártól származik. Ötévnyi kutatás után két fogságban tartott populációt hoztak létre, melyeket egyetlen egységként kezelnek, a genetikai diverzitás növelése érdekében a populációk közt kereszttenyésztést is végeznek.
A Nagy-Kajmán-szigeti leguánpopulációt sújtó esetleges katasztrófa elleni óvintézkedésként egy fogságban tartott ex situ populációt hoztak létre, melynek egyedei az Egyesült Államok huszonöt állatkertjében élnek. A legalább 225 kék leguán által képviselt több mint húsz founder vonalat (genetikailag alapítónak számító mutáció/változat) fogságban tartott egyedek tenyésztésével gondozzák, a munka részleteit a San Diegó-i Állatkert Veszélyeztetett Fajok Természetvédelmi és Kutatóközpontjában (Center for Conservation and Research for Endangered Species – CRES) Tandora Grant vezetésével törzskönyvben rögzítik. Az Indianapolisi Állatkert tenyészési kísérletei 2000 óta kétszer bizonyultak sikeresnek.
2006 októberében első alkalommal engedtek szabadon fogságban született fiatal egyedeket, szabadon engedésük egy lépés volt a kihalás szélén álló faj egyedszámának növelése és a faj megmentése felé. Minden egyes szabadon engedett kék leguán nyaki taraján át színes gyöngysort vezettek, hogy távolról is azonosíthatóak legyenek, emellett az állatokba mikrochipet is ültettek. A kék leguánok fején elhelyezkedő tarajról nagy felbontású képek készültek, mivel a pikkelyek mintázata ugyanúgy egyedi ezeknél az állatoknál, mint az ujjlenyomat az emberek esetében.
A kék leguánt számos helyen tartják fogságban, mind nyilvános helyeken, mind magángyűjteményekben. Mivel a magángyűjteményekben nagyon kevés fajtiszta állat van, a gyűjtők tenyészprogramjaikban a (C.nubila caymanensis) és a kubai orrszarvú leguán (C. n. nubila) egyedeivel létrehozott hibrideket nevelnek, így csökkentve a vadon befogott egyedek iránti igényt.

#### A kék leguánok megmentésére indított program

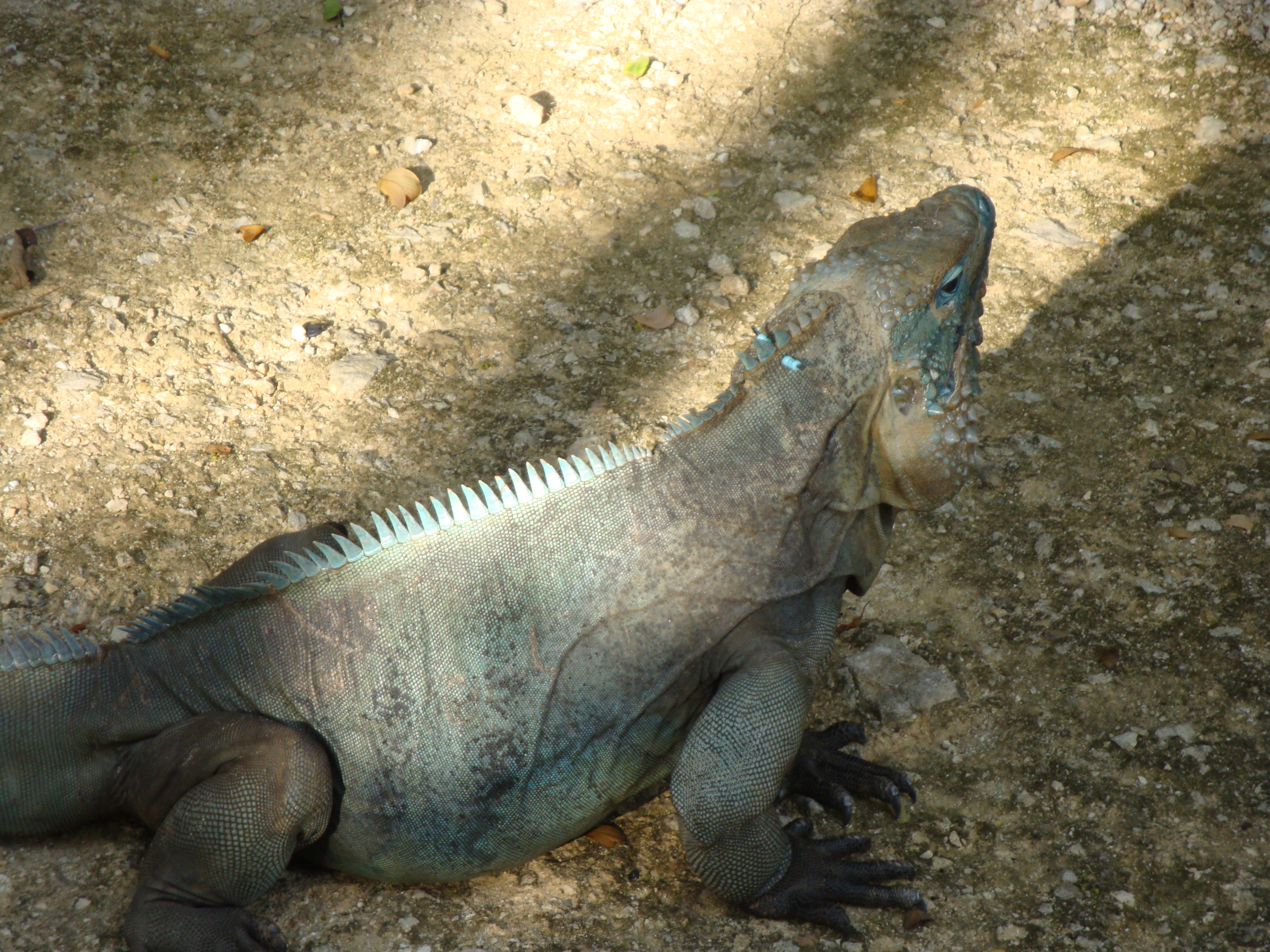
Kék leguán a Queen Elizabeth II botanikus kertben

A kék leguánok megmentésére indított program (Blue Iguana Recovery Programme, BIRP) a Kajmán-szigeti National Trust által 1990-ben kezdeményezett aprócska projektből fejlődött ki. A projekt napjainkra társulássá bővült, melynek tagjai a National Trust mellett a Kajmán-szigetek Környezetvédelmi Hivatala, a Queen Elizabeth II botanikus kert, a Durrell Wildlife Conservation Trust, az International Reptile Conservation Foundation (Nemzetközi Hüllővédelmi Alapítvány – IRCF), valamint az Európai Bizottság. A program a Kajmán-szigetek állatvédelmi törvénye alól – mely nemcsak a leguánok elpusztítását, hanem befogását és tartását is tiltja – kivételes mentességet kapott.
A program természetvédelmi stratégiájának része nagyszámú, genetikailag különböző újszülött ivadék létrehozása, úgy, hogy azok előnnyel indulhassanak a természetes életben. A kikelt ivadékokat kétéves korukban engedik szabadon, ekkorra túlélési esélyeik már jók. Az így szabadon engedett egyedek feladata vadon élő alpopulációk létrehozása védett, felügyelt természetes környezetben. A természetvédők mindezt terepi kutatással, a fészkelőhelyek védelmével, valamint a szabadon engedett állatok folyamatos figyelemmel kísérésével egészítik ki. A lehetséges maximális számú kiinduló génállományból kitenyésztett nagyszámú egyeddel próbálják minimalizálni a genetikai diverzitásnak a populációs bottleneck-hatásból eredő csökkenését.
A visszatelepített alpopulációk két, egymással nem szomszédos területen élnek – a Salina rezervátumban és a Queen Elizabeth II botanikus kertben. Az élőhely védelme továbbra is kulcsfontosságú, mivel a Salina rezervátum területe csupán 360 000 négyzetméternyi száraz bozótos, amely nem elegendő a kihalófélben lévő állatfajok listájáról való lekerüléshez szükséges 1000 kék leguán fenntartásához. Egy-két további területre további alpopulációk betelepítését tervezik. A fogságban tartott teljes populáció valószínűleg még hosszú ideig genetikailag fragmentált marad. A folyamatos géncsere érdekében az egyedeket cserélgetik az alpopulációk között, hogy az egész populáció egy egységesen fenntartható genetikai csoportot képezzen. Amikor egy adott területen lévő, vadon élő alpopuláció eléri a saját önfenntartó-képességéhez szükséges létszámot, az előnnyel induló fiatal egyedek betelepítését fokozatosan megszüntetik, és hagyják, hogy az alpopuláció természetes módon szaporodjon. Ezen kívül – folyamatos kutatómunka és ellenőrzés mellett – elkezdődik a nem őshonos ragadozók egyedszámának korlátozása illetve azok esetleges kiirtása, olyan mértékig, hogy a fiatal kék leguánok az alpopuláció fenntartásához szükséges számban érhessék meg az ivarérettséget.
A vadon élő kék leguánok populációjának fenntartása hosszú, jelenleg nem is felmérhető idejű aktív munkát igényel. E tevékenység fenntartásához több, különféle kereskedelmi akció teremti elő a szükséges forrásokat, míg a folyamatos oktatás és környezettudatosságra nevelés biztosítja a helyi közösségek részvételét és támogatását.